# Leucochloridium
Leucochloridium – rodzaj pasożytniczych przywr.

## Gatunki
- Leucochloridium paradoxum
- Leucochloridium macrostomum

## Charakterystyka i cykl życiowy

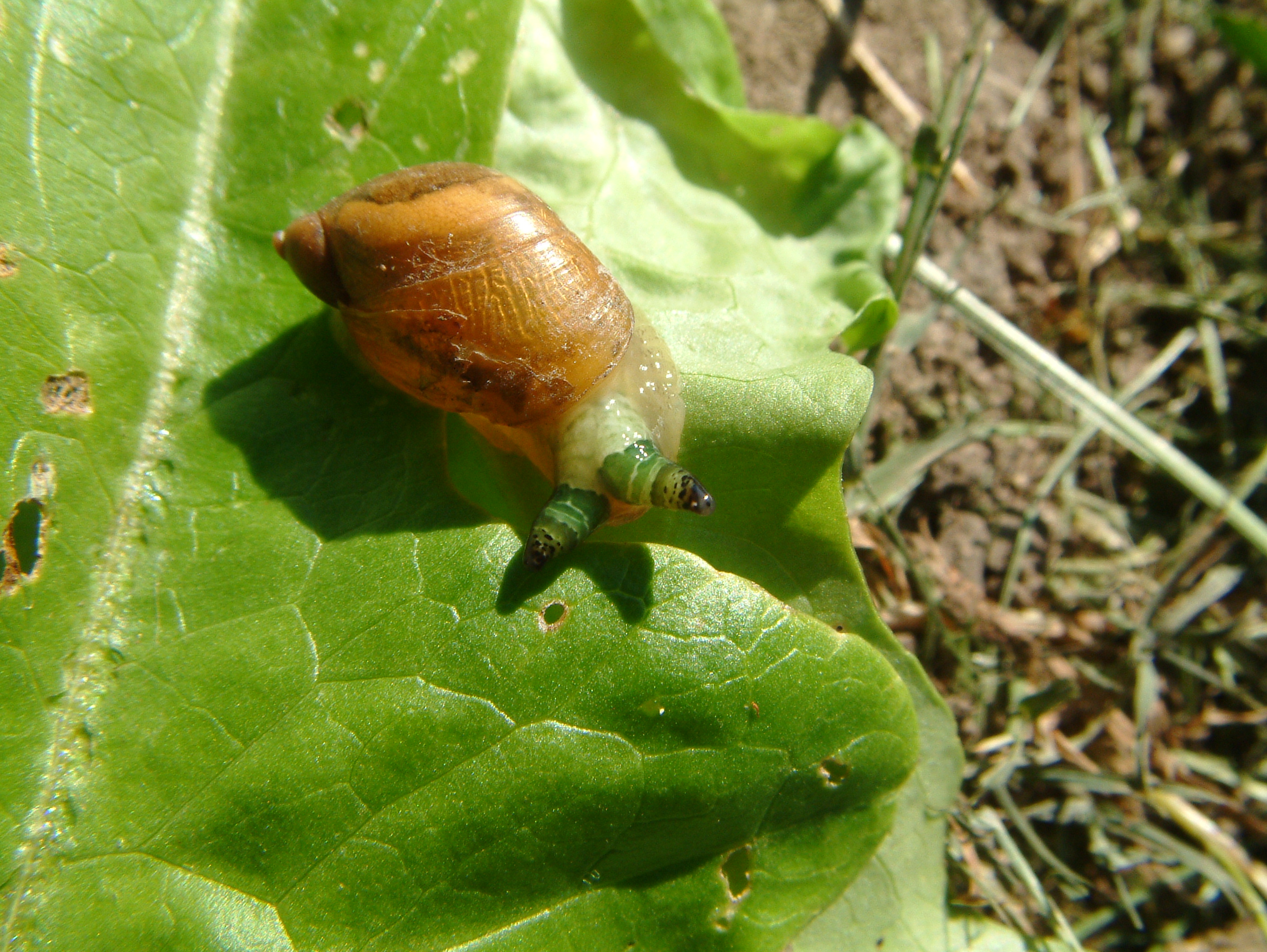
Ślimak zarażony Leucochloridium macrostomum.

Żywicielami przywr Leucochloridium są ślimaki z rodzaju bursztynka (Succinea) i ptaki. Do organizmu ślimaka dostaje się larwa przywry (miracidium); w jego przewodzie pokarmowym przeobraża się w kolejną postać, jaką jest sporocysta. Następnie pasożyt przyjmuje formę cerkarii w czułkach ślimaka. Pasożyt wykonuje pulsacyjne ruchy, co sprawia, że ślimak zwraca uwagę ptaków. W przewodzie pokarmowym ptaka przywra dojrzewa i może się rozmnażać, zamykając cykl.